# Escape perfecto
Escape perfecto (hebreo: כלוב הזהב), también conocido como Kluv Hazahav, es un programa de televisión israelí presentado por Avi Kushnir y transmitido por Canal 2 desde el 4 de enero de 2013 hasta el 23 de junio de 2014.
Debido a su éxito local, ha sido adaptado a varios países, entre ellos Argentina, China, Colombia, Grecia, México, Perú, Rumanía, Rusia, Turquía y Uruguay.

## Trama
La trama del concurso se basa en que un participante debe responder correctamente preguntas mientras que su compañero entra en una "jaula" donde deberá agarrar premios y poder salir de la misma, antes de que se cumpla un tiempo determinado. Sin embargo, no hay reloj visible para ellos, de modo que los participantes deberán llevar una cuenta interna del tiempo para poder salir antes que la puerta de la "jaula" se cierre.

## Reglas del juego
El programa inicia con una pareja, uno de ellos el denominado «participante trivia» (que debe responder cada pregunta) en el momento que contesta bien una pregunta, el «participante escapatorio» entra a la jaula y tiene 10 segundos para agarrar cosas y salir con vida de la jaula. Primera pregunta 10 segundos, segunda pregunta 20 segundos y así sucesivamente hasta llegar a la pregunta arrasadora de 90 segundos donde se llevan todo lo que hay dentro de la jaula.

## Versiones
| País           | Título                                | Cadena                    | Conductores                                                                 | Año                       |
| -------------- | ------------------------------------- | ------------------------- | --------------------------------------------------------------------------- | ------------------------- |
| Argentina      | Escape perfecto                       | Telefe                    | Leandro "El Chino" Leunis - Ivana Nadal                                     | 2014-2016 (primera etapa) |
| Argentina      | Escape perfecto                       | Telefe                    | Iván de Pineda - Josefina "La China" Ansa                                   | 2023-2024 (segunda etapa) |
| Chile          | Escape perfecto                       | Chilevisión               | Juan Pablo Queraltó                                                         | 2024 (piloto)             |
| China          | Zhima kaimen (芝麻开门)               | Jiangzu TV                | Zhang Chunye Peng Yu                                                        | 2014-2018                 |
| Colombia       | Escape perfecto                       | RCN Televisión            | Julián Román - Natalia Valenzuela                                           | 2015                      |
| Estados Unidos | Raid the Cage                         | CBS                       | Damon Wayans Jr. Jeannie Mai                                                | 2023-presente             |
| Grecia         | I Teleia Apodrasi (Η Τέλεια Απόδραση) | ANT1                      | Christos Ferendinos Anna Prelević                                           | 2021-presente             |
| México         | Escape perfecto                       | TV Azteca                 | Rafael Mercadante - Adianez Hernández Marco Antonio Regil - Carlos Espejel. | 2015-presente             |
| Paraguay       | Escape perfecto                       | Telefuturo                | Daniel Da Rosa - Lali González                                              | 2016                      |
| Perú           | Escape perfecto                       | América Televisión        | Sully Sáenz - Marco Zunino                                                  | 2015                      |
| Portugal       | Apanha Se Puderes                     | Televisão Independente    | Cristina Ferreira Pedro Teixeira Rita Pereira Pedro Teixeira                | 2017-2019                 |
| Rumanía        | Deschide camera Comorilor             | Kanal D                   | Liviu Vârciu                                                                | 2014-2017                 |
| Rusia          | Kleta (Клетка)                        | Rossiya 1                 | Dmitry Guberniev                                                            | 2014                      |
| Turquía        | Kapanmadan Kazan                      | ATV (2013) Star TV (2019) | Murat Serezli Alp Kırşan                                                    | 2013, 2019-presente       |
| Uruguay        | Escape perfecto                       | Canal 10                  | Alberto Sonsol - Annasofía Facello                                          | 2015-2020                 |
| Uruguay        | Escape perfecto famosos               | Canal 10                  | Claudia Fernández - Annasofía Facello                                       | 2017-2020                 |